# レナータ・フォン・エスターライヒ
レナータ・フォン・エスターライヒ（Renata Erzherzogin von Österreich, 1888年9月28日 - 1935年12月9日）は、オーストリア皇帝家の分家テシェン公爵家の公女。貴賤結婚により皇族の身分を失った。全名はレナータ・マリア・カロリーネ・ライネーリア・テレジア・フィロメナ・デジデリア・マカーリア（Renata Maria Caroline Raineria Theresia Philomena Desideria Macaria）。

## 生涯
二重帝国海軍の提督を務めるカール・シュテファン大公と、その妻でハプスブルク＝トスカーナ家出身のマリア・テレジア大公女の間の第2子、次女として、ポーラで生まれた。父の意向で姉妹と一緒に語学に特化した教育を受け、家庭教師によりドイツ語（母語）、イタリア語、英語、フランス語、ポーランド語を教わった。父の任地であるイストリア半島で育つが、父が大伯父アルブレヒト大公の遺産を相続した関係で、一家は1907年にガリツィアのザイブッシュに本拠を移した。
父はポーランドに王朝を樹立する野心を抱いており、娘たちをポーランド人大貴族の子息と縁組させようとした。レナータは1908年9月、ラジヴィウ家の一員であるヒェロニム・ミコワイ・ラジヴィウ公爵と婚約した。ラジヴィウ家はポーランド最有力の貴族家門の1つだったが、君主家系でないためハプスブルク家とは身分が釣り合わず、貴賤結婚とされた。これにより、レナータは結婚に際して皇族の身分を放棄せざるを得なかった。2人の結婚式は1909年1月15日にザイブッシュ城内の礼拝堂で挙行された。
公爵夫妻は居城のバリツェ城で暮らし、6人の子供に恵まれた。夫妻の長男ドミニク・レイネル・ラジヴィウは、ギリシャ王女エイゲニアと結婚した。レナータは1935年に死去した。夫は10年後の1945年、第2次世界大戦直後に赤軍に逮捕され、ロシア軍の強制収容所で死去した。一家の所領は全て没収された。